# Andrea Fuentes
Andrea Fuentes Fache (Valls, 7 de abril de 1983) é uma nadadora sincronizada espanhola, medalhista olímpica. Ela é uma das expoentes do nado sincronizado espanhol.

## Carreira
Andrea Fuentes representou seu país nos Jogos Olímpicos de 2004 a 2012, ganhando a medalha de prata por equipes e no dueto em Pequim.
Em Londres voltou a ganhar a medalha de prata no dueto, e foi bronze por equipes. 